# Szihalom
Szihalom est un village et une commune du comitat de Heves en Hongrie.